# أمنون فيليبي
أمنون فيليبي (بالإنجليزية: Amnon Filippi)‏ هو لاعب بوكر أمريكي، ولد في 29 يونيو 1969 في نيويورك في الولايات المتحدة.